# Écosémiotique
L'écosémiotique est une branche de la sémiotique à l'intersection entre l'écologie humaine, l'anthropologie écologique et l'écocritique. Elle étudie les processus de signes dans la culture, qui se rapportent à d'autres êtres vivants, communautés et paysages. L'écosémiotique traite également des signes liés aux écosystèmes.